# 乔治·普雷特
乔治·普雷特（法語：Georges Prêtre，法語發音：[ʒɔʁʒ pʁɛːtʁ]；1924年8月14日—2017年1月4日），法国指挥家。

## 生平
普雷特出生於瓦濟耶，曾在莫里斯·迪吕弗莱门下学习和声。在巴黎高等音樂院時期專攻小號演奏、作曲，並從安德烈·克鲁伊滕斯學習指揮。毕业以后，在一些小的歌剧院（里尔、圖盧茲）中担任指挥。1946年，普雷特在马赛歌剧院指揮拉罗《伊斯國王》演出，這是他的指揮初登場。他在皇家歌剧院首演是在1961年，稍后又在纽约大都会歌剧院、米兰斯卡拉歌剧院进行演出。1966年，普雷特初次在萨尔茨堡音乐节登台（指揮柏林爱乐乐团）。他曾与瑪麗亞·卡拉絲进行过多次合作，录制了卡门和托斯卡等作品。此外他还以演奏法国民族音乐而著名。其与弗朗西·普朗克关系甚密，多次演奏他的作品。在1999年，普莱特尔进行了一系列的演出来纪念普朗克的诞辰。
普雷特多數的指揮活動均在劇院，但也經常受邀客席各地的管弦樂團。與他頻繁合作的樂團包括：皇家愛樂樂團、维也纳爱乐乐团、维也纳交响乐团等。
2017年1月4日，维也纳交响乐团證實了普雷特於纳韦斯逝世的消息。普雷特享年92歲。

## 作品

### 商業錄音
- 柏辽兹《幻想交響曲》，與波士顿交响乐团，1969年（RCA）
- 柏辽兹《幻想交響曲》，與维也纳交响乐团，1986年（Teldec）
- 法國作曲家選集，與法國國家管弦樂團，1988年（EMI，包括杜卡、德彪西、薩蒂、聖桑、拉威爾等人的作品）
- 聖桑第3號交響曲《管風琴》，與莫里斯·迪吕弗莱、音樂院演奏會協會管弦樂團（法语：Orchestre de la Société des concerts du Conservatoire）
- 聖桑《動物狂歡節》，普朗克《動物模型》，與艾度·奇科利尼（英语：Aldo Ciccolini）、阿列克西斯·懷森伯格（英语：Alexis Weissenberg）、音樂院演奏會協會管弦樂團

## 獲獎與榮譽
- 法國軍官勳章（Officier de la Légion d'honneur），1984年[4]
- 義大利指揮官勳章（Commendatore dell'Ordine della Stella d'Italia）

## 評價
指揮普雷特以風度著稱，認為指揮者的權威性固然重要，但也需透過溫和的方式表達。他對排練質量尤其重視，此點也有別於現代的「噴射機指揮」世代。
普雷特在法國歌劇、大型管弦樂作品（如德布西《海》、拉威爾《達夫尼與克羅伊》）的演繹受到一致的好評，對同胞作品（白遼士、比才、古諾、馬斯奈等人）的推廣亦不遺餘力。值得一提的是，普雷特認為這種「道地」的詮釋應該歸功於指揮，而較少來自所謂的樂團「演奏傳統」。與此同時，他堅信指揮的職責應是呈現音樂本有的生命力，而非在演出中擊出拍節。除了法國音樂之外，做為道地劇院指揮的普雷特在義大利歌劇方面也頗有建樹，並也指揮華格納與理查·史特勞斯的作品演出。

## 個人生活
乔治·普雷特是埃米爾（Émile）和珍妮·德朗（Jeanne Dérin）之子。他與妻子吉娜（Gina）育有一子一女，伊莎貝爾（Isabelle）是一位哲學家、作家，讓·雷納德（Jean-Reynald）則於2012年辭世。

## 軼事
- 1946年在马赛歌剧院的演出現場，由於受到來自觀眾席的雜音干擾，廿二歲的普雷特轉身對觀眾席大聲抗議，甚至折斷了自己的指揮棒[2]。
- 普雷特曾兩次擔任维也纳新年音乐会指挥（2008年、2010年），他是该音乐会历史上最高齡的指挥者。
- 普雷特宣稱年輕時以小號為主修項目，是因為「小號是最便宜的樂器」。

## 外部連結
- 乔治·普雷特的Discogs页面（英文）